# Cláudia Monteiro
Cláudia Monteiro (ur. 8 maja 1961) – brazylijska tenisistka, reprezentantka w Fed Cup.

## Kariera tenisowa
Występowała na światowych kortach w latach 80. XX wieku. Po raz ostatni na kortach wystąpiła w grudniu 1987 w Guaruji.
Monteiro w grze podwójnej jest zwyciężczynią 4 zawodowych turniejów.
W konkurencji gry mieszanej Monteiro osiągnęła finał French Open 1982 startując razem z Cássiem Mottą.
W latach 1981–1987 reprezentowała Brazylię w Fed Cup. Bilans zawodniczki w turnieju wynosi 6 zwycięstw i 7 porażek w singlu oraz 10 wygranych meczów przy 3 przegranych w deblu.

### Finały w turniejach wielkoszlemowych

#### Gra mieszana (0–1)
| Końcowy wynik | Nr | Data           | Turniej            | Nawierzchnia | Partner      | Przeciwnicy               | Wynik finału |
| ------------- | -- | -------------- | ------------------ | ------------ | ------------ | ------------------------- | ------------ |
| Finalistka    | 1. | 6 czerwca 1982 | French Open, Paryż | Ceglana      | Cássio Motta | Wendy Turnbull John Lloyd | 2:6, 6:7     |